# Luxley
Luxley est une série de bande dessinée uchronique écrite par Valérie Mangin, dessinée par Francisco Ruizgé et mise en couleurs par Jean-Jacques Chagnaud. Ses cinq volumes ont été publiés entre 2005 et 2011 par Soleil et Quadrants.
Cette uchronie imagine que durant la troisième croisade l'Europe occidentale est attaquée par une coalition menées par plusieurs civilisations précolombiennes.

## Synopsis
1191, les Atlantes, d'étranges guerriers venus de l'Ouest, envahissent les royaumes d'Europe alors que leurs rois sont partis à la croisade. Victorieux face aux forces disparates qui leur font face, ils établissent bientôt leur domination sur le vieux continent.
1199, Robin de Luxley, dit Robin des Bois, est peut-être le dernier espoir des royaumes catholiques. Il est envoyé en mission par le roi Richard Cœur de Lion, l'un des derniers monarques encore libres.

## Albums
1. Le Mauvais Œil, Soleil, 2005  (ISBN 2-84565-985-7)[1].
2. Sainte Inquisition, Soleil, coll. « Quadrant solaire », 2006  (ISBN 2-84946-382-5)[2].
3. Le Sang de Paris, Quadrants, coll. « Boussole », 2008  (ISBN 978-2-84946-984-2)[3].
4. Le Sultan, Quadrants, coll. « Boussole », 2009  (ISBN 978-2-302-00487-0).
5. Le Nouveau Monde, Quadrants, coll. « Boussole », 2011  (ISBN 978-2-302-01118-2).